# Lonoke County
Lonoke County is een county in de Amerikaanse staat Arkansas.
De county heeft een landoppervlakte van 1.984 km² en telt 52.828 inwoners (volkstelling 2000). De hoofdplaats is Lonoke.